# Drepananthus
Drepananthus es un género de plantas de la familia de las Annoniáceas, orden Magnoliales, subclase Magnólidas, subdivisión Magnoliophytina, división Spermatophyta.
- Drepananthus apoensis Elmer

- Drepananthus sumatranus Merr.

- Este género es un sinónimo de Cyathocalyx. Véase .

- Datos: Q5814255
- Multimedia: Drepananthus / Q5814255
- Especies: Drepananthus